# 费尔丘特
费尔丘特，是匈牙利费耶尔州所辖的一个村。总面积22.02平方公里，总人口1789，人口密度81.2人/平方公里（2011年1月1日）。